# 벤 펠드먼
벤 펠드먼(Ben Feldman, 1980년 5월 27일 ~ )은 미국의 배우, 제작자이다.

## 출연 작품

### 영화
- When Do We Eat? (2005)
- 퍼펙트 맨 (2005)
- 익스트림 무비 (2008, Extreme Movie)
- 클로버필드 (2008)
- 13일의 금요일 (2009)
- See Kate Run (2009)
- Departure Date (2012) - 단편
- 카타콤: 금지된 구역 (2014)
- 400 데이즈 (2015)
- Between Us (2016)
- Thumper (2017)

### 텔레비전
- 라스베가스 (2008)
- Up Close with Carrie Keagan (2009)
- 체인지 디바 (2009-14)
- 매드맨 (2012-14)
- A to Z (2014-15)
- 실리콘 밸리 (2014-19)
- 슈퍼스토어 (2015-21) - 제작, 연출 겸임